# Кузін Ігор Михайлович
І́гор Миха́йлович Ку́зін (12 липня 1970, Мала Уса, Єловський район, Пермський край, РРФСР — 28 серпня 2014, Комісарівка, Перевальський район, Луганська область, Україна) — матрос Збройних сил України, учасник війни на сході України, водій (1-ша рота, 42-й окремий мотопіхотний батальйон «Рух Опору»).

## Короткий життєпис
Народився 1970 року в селі Мала Уса (Єловський район, Пермська область, РРФСР). Одружився, проживав у селі Великосербулівка.
На фронт пішов добровольцем. Матрос, водій 1-ї роти, 42-й окремий мотопіхотний батальйон «Рух Опору»).
Загинув в боях за Дебальцеве — поблизу смт Комісарівка колона військової техніки потрапила під обстріл терористів, співслужбовці Ігоря бачили, як він загинув у бою — в нього влучила міна, потім загорівся боєкомплект. Бій тривав півгодини; було підбито БТР.
Наступного дня з місця бою забрали останки трьох загиблих, одне з них невпізнане; експертиза ДНК визначила, що це не тіло Ігоря Кузіна. Офіційно вважається зниклим безвісти, дружина звернулася до суду, визнаний загиблим у судовому порядку.
По смерті залишились дружина та донька.
Станом на листопад 2023 року не похований.

## Нагороди та вшанування
За особисту мужність і героїзм, виявлені у захисті державного суверенітету та територіальної цілісності України, вірність військовій присязі під час російсько-української війни, відзначений — нагороджений
- 3 лютого 2017 року — орденом «За мужність» III ступеня (посмертно)[2]
- 28 серпня 2015 року в селі Великосербулівка Єланецького району відкрито пам'ятний знак.
- Його портрет розміщений на меморіалі «Стіна пам'яті полеглих за Україну» у Києві: секція 3, ряд 4, місце 17
- Вшановується 29 серпня на щоденному ранковому церемоніалі вшанування українських захисників, які загинули цього дня у різні роки внаслідок російської збройної агресії[3]